# 15632 Magee-Sauer
15632 Magee-Sauer è un asteroide della fascia principale. Scoperto nel 2000, presenta un'orbita caratterizzata da un semiasse maggiore pari a 2,2800979 UA e da un'eccentricità di 0,0915228, inclinata di 5,11144° rispetto all'eclittica.